# Thailändska buddhistiska föreningen i Sverige

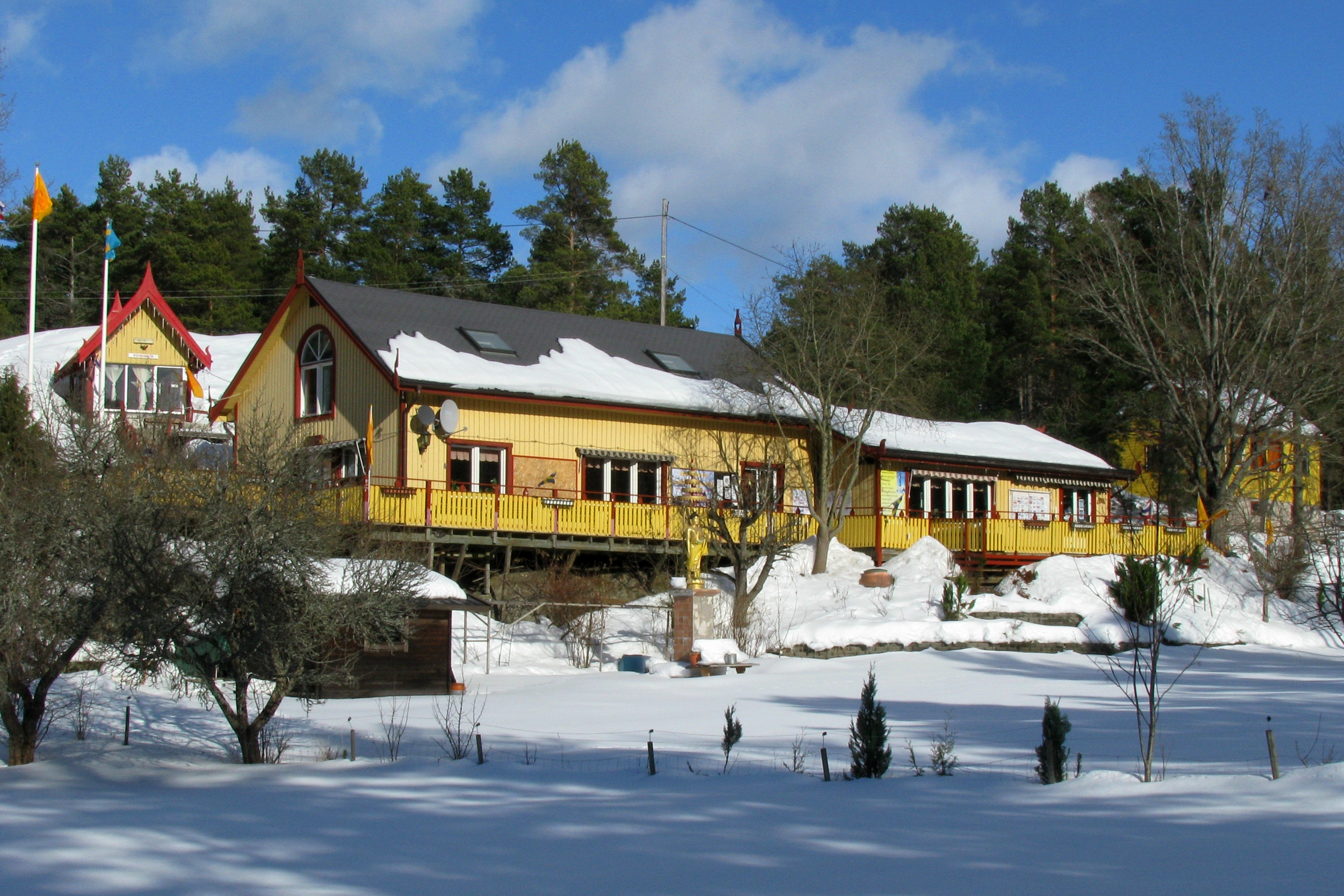
Buddharamatemplet i Värmdö, mars 2010

Thailändska buddhistiska föreningen, även känt som Buddharama Temple Sweden (thailändska: วัดพุทธาราม สวีเดน; watphuttharam sawiden) är ett svenskt theravadabuddhistiskt trossamfund med säte i Torsby, Värmdö kommun. Föreningen registrerades som en ideell förening 1987, men har funnits sedan 1983 och är därmed den äldsta thailändska buddhistföreningen i Sverige. De tillhör den theravadabuddhistiska riktningen Maha nikaya och är anslutna till europeiska Thai Sangha Union. I Sverige är de anslutna till Sveriges buddhistiska gemenskap
Tillsammans med den thailändska ambassaden försökte flera thailändska buddhister att etablera en buddhistisk organisation i Sverige under början av 80-talet. P. J. Chutintharo flyttade från Thailand till Sverige och blev därmed föreningens första munk. Verksamheten var då förlagd till en lägenhet i Stockholmsförort, men kom senare att flytta till den villa som senare kom att kallas Buddharamatemplet på Värmdö.
2013 hade de mellan fem och nio munkar med permanent bosättning i Sverige och cirka 1700 medlemmar.

## Tempel

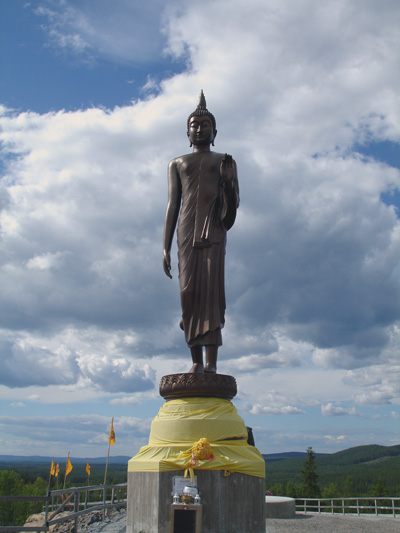
Statyn föreställande Gautama Buddha på tempelplatsen till det planerade templet i Fredrika

Föreningen har fyra tempel, i Värmdö, Boden, Ragunda och Karlstad, som alla bär namnet Buddharam. Ett femte tempel, Buddharamtemplet i Fredrika, har varit planerat sedan 2004. Det var initialt tänkt att bli Europas största buddhisttempel. På grund av flera ekonomiska och praktiska hinder har dock byggnationen av templet försenats, och budgeten blev tvungen att minskas med omkring 90 procentenheter. I nära anslutning till tempelplatsen har det i många år bedrivits buddhistisk verksamhet av en eller ett fåtal munkar från föreningen, som ibland vistas på tempelplatsen.